# Brayden Schnur
Brayden Schnur, nacido el 4 de julio de 1995, es un tenista profesional canadiense.

## Carrera
Su mejor ranking individual es el N.º 183 alcanzado el 15 de enero de 2018, mientras que en dobles logró la posición 412 el 8 de septiembre de 2014.
No ha logrado hasta el momento títulos de la categoría ATP ni de la ATP Challenger Tour, aunque sí ha obtenido varios títulos Futures tanto en individuales como en dobles.

## Títulos ATP (0; 0+0)

### Individual (0)
| Leyenda                         |
| Grand Slam (0)                  |
| ATP World Tour Finals (0)       |
| Juegos Olímpicos (0)            |
| ATP World Tour Masters 1000 (0) |
| ATP World Tour 500 (0)          |
| ATP World Tour 250 (0)          |

##### Finalista (1)
| N.º | Fecha                 | Torneo     | Superficie | Oponente en la final | Resultado           |
| --- | --------------------- | ---------- | ---------- | -------------------- | ------------------- |
| 1.  | 17 de febrero de 2019 | Nueva York | Dura (i)   | Reilly Opelka        | 1-6, 7-6(7), 6-7(7) |